# Alexander Nikititsch Panschin

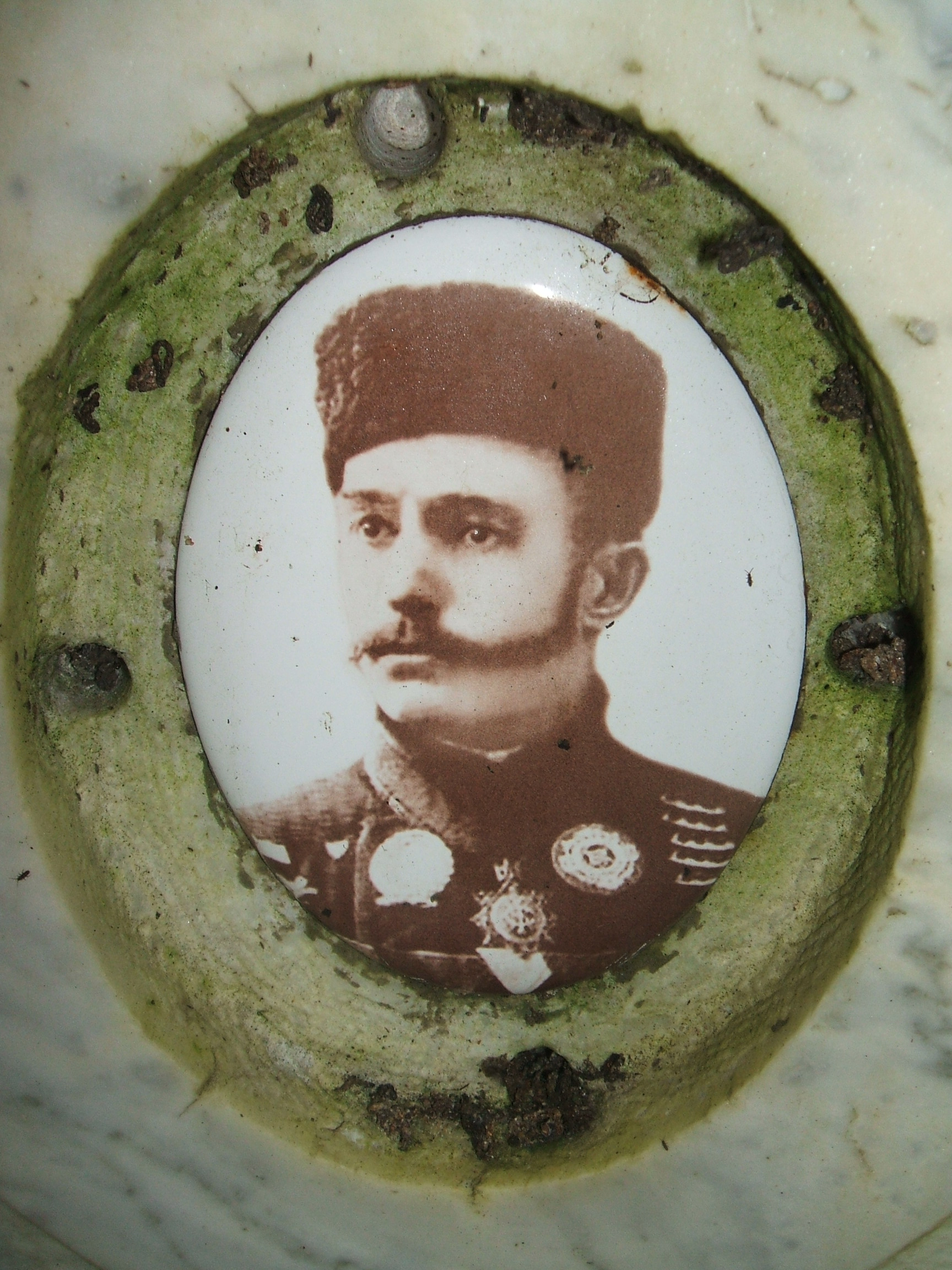
Alexander Nikititsch Panschin um 1904

Alexander Nikititsch Panschin (russisch Александр Никитич Паншин; englisch Alexander Panshin; * 15. September 1863 in Sestrorezk, Russisches Kaiserreich; † 4. November 1904 ebenda) war ein russischer Eisschnellläufer und Eiskunstläufer.

## Eisschnelllauf
Panschin wurde 1889 erster russischer Eisschnelllaufmeister und mehrfach russischer Rekordhalter. Er gewann 1889 in Amsterdam die erste Eisschnelllauf-Mehrkampfweltmeisterschaft. Sie ging allerdings nur inoffiziell in die Wertung ein. Dabei bezwang er den US-amerikanischen Meister Joseph Donoghue, der zehn Jahre jünger als Panschin war. Panschin machte sich auch als Konstrukteur und Modernisator der Schnelllaufschuhe verdient, indem er die Höhe des Schuhes, die Länge der Kufen und die Spitze veränderte. Er ließ seine Entwicklungen in der Sestrorezker Waffenfabrik fertigen und erprobte sie auf dem See bei seiner Wohnung.

## Eiskunstlauf
Nach Beendigung der Eisschnellkarriere begann er, obwohl schon Mitte 30, mit dem Eiskunstlauf. Er gewann 1897 in Sankt Petersburg die erste russische Meisterschaft im Eiskunstlauf. Er verteidigte diesen Titel noch dreimal bis 1900.

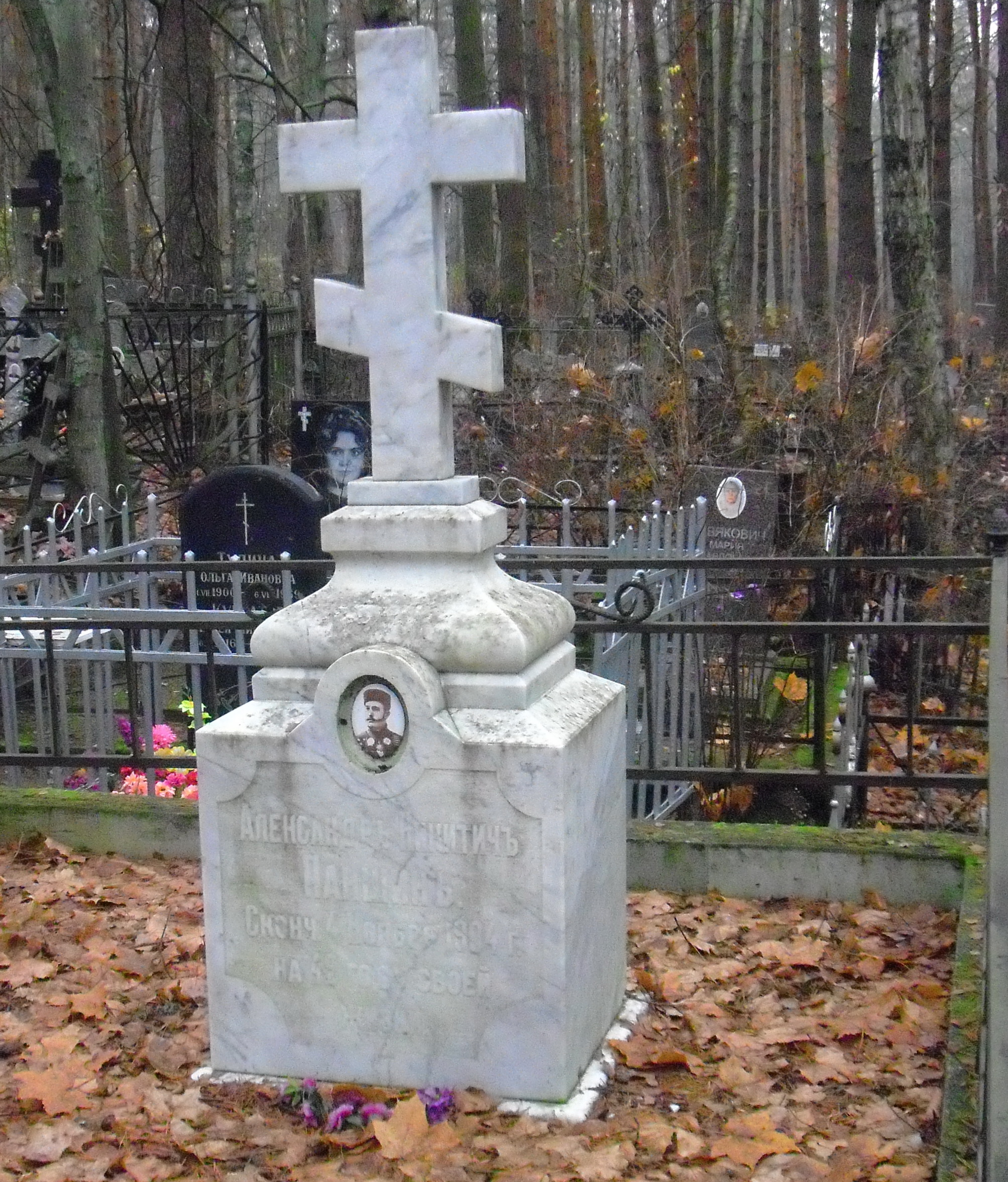
Alexander Panschins Grab im Jahr 2011

### Ergebnisse
| Wettbewerb / Jahr         | 1897 | 1898 | 1899 | 1900 |
| ------------------------- | ---- | ---- | ---- | ---- |
| Russische Meisterschaften | 1.   | 1.   | 1.   | 1.   |

## Sonstiges
Alexander Panschin nahm sich 41-jährig aus familiären Gründen das Leben.